# Dicrurus bracteatus
Dicrurus bracteatus là một loài chim trong họ Dicruridae.

## Hình ảnh

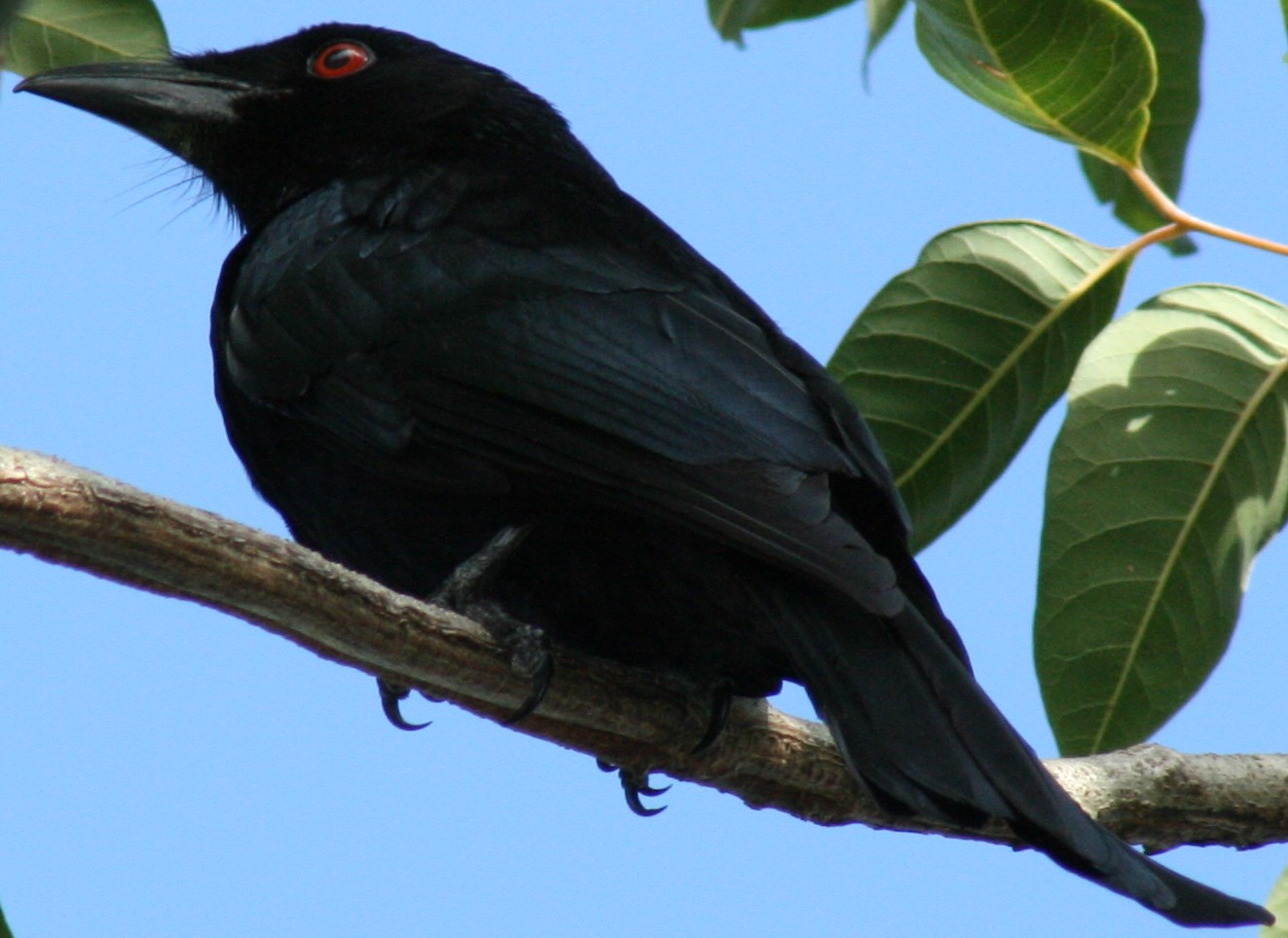
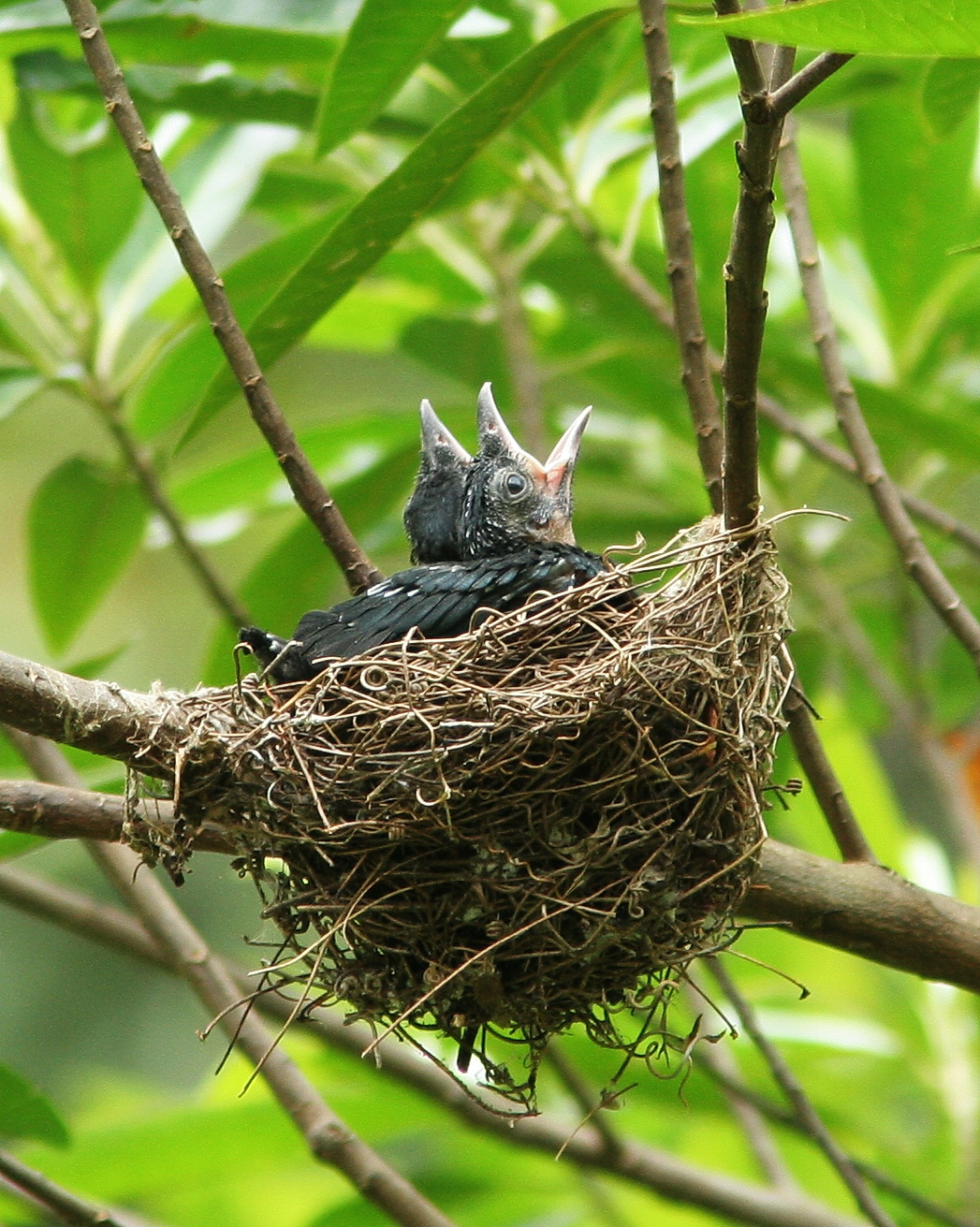
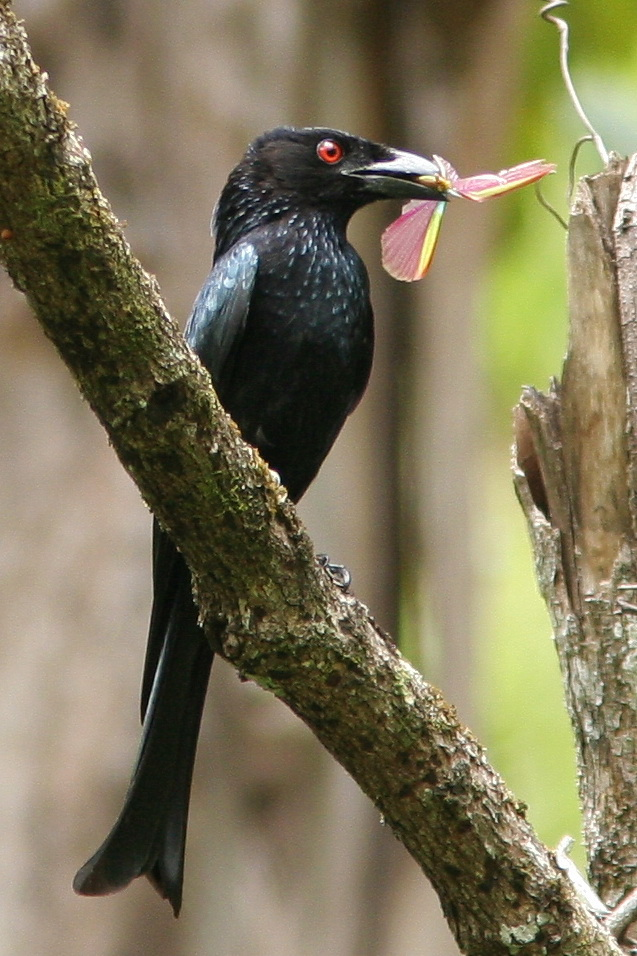
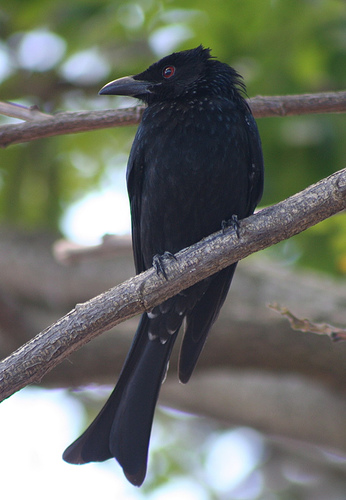